# Morley Safer

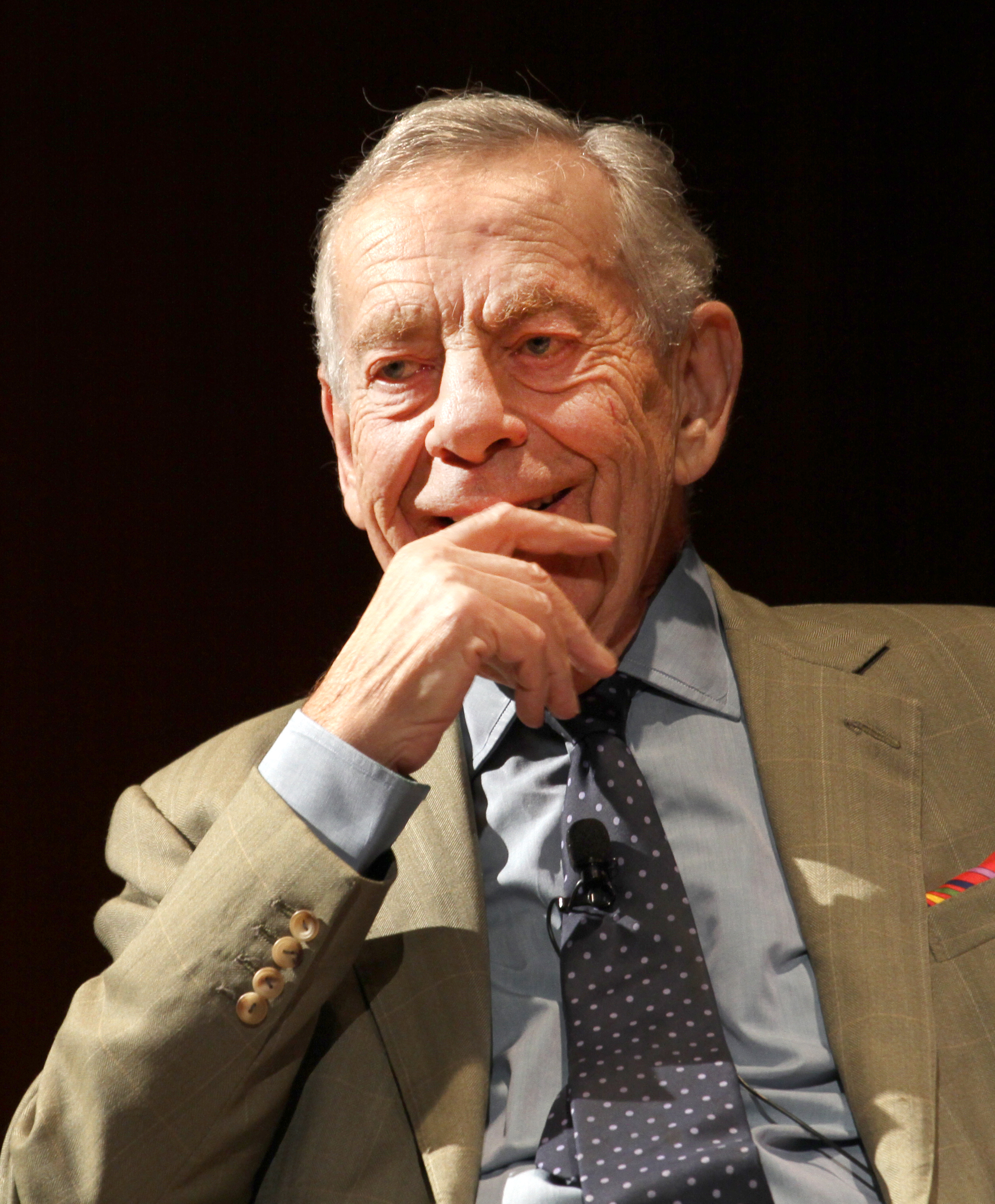
Morley Safer (2010)

Morley Safer (* 8. November 1931 in Toronto; † 19. Mai 2016 in New York City) war ein kanadischer Reporter und Korrespondent für den US-amerikanischen Fernsehsender CBS News.

## Leben

### Journalistische Ausbildung
Safer besuchte das Harbord Collegiate Institute und graduierte später an der University of Western Ontario. Seine journalistische Karriere begann als Reporter für verschiedene Zeitungen in Kanada und Großbritannien. Später wechselte er als Korrespondent und Produzent zur Canadian Broadcasting Corporation.

### CBS
Im Jahr 1964 wurde Safer Korrespondent von CBS News in London. 1965 eröffnete er das CBS-Büro im damaligen Saigon (jetzt: Ho-Chi-Minh-Stadt) in Vietnam. Im Rahmen seiner dortigen Tätigkeit begleitete er einen Trupp Soldaten des USMC zu einem Dorf namens Cam Ne. Als die Marines dort ankamen, wurde der Befehl erteilt, das Dorf zu evakuieren. Nach der Räumung wurden die mit Palmwedeln gedeckten Hütten mittels Flammenwerfer und Zippo-Feuerzeugen in Brand gesetzt. Nach Safers Beschreibung handelte es sich bei den Bewohnern ausschließlich um harmlose Zivilisten, die Mission sei von vornherein als „Search and Destroy“ geplant gewesen. 
Safers Bericht über diese Aktion wurde am 5. August 1966 in den Nachrichten der CBS ausgestrahlt. Es war der erste nüchterne Bericht über die Zustände während des Vietnamkriegs. Präsident Johnson war über diesen Bericht erzürnt. Er rief den Präsidenten von CBS an und warf Safer und seinen Kollegen vor, „auf die amerikanische Flagge geschissen zu haben.“ Davon überzeugt, dass Safer Kommunist sei, ordnete Johnson eine Sicherheitsüberprüfung an. Als ihm mitgeteilt wurde, Safer sei „kein Kommunist, nur Kanadier“, soll er geantwortet haben „Well, I knew he wasn’t an American“.

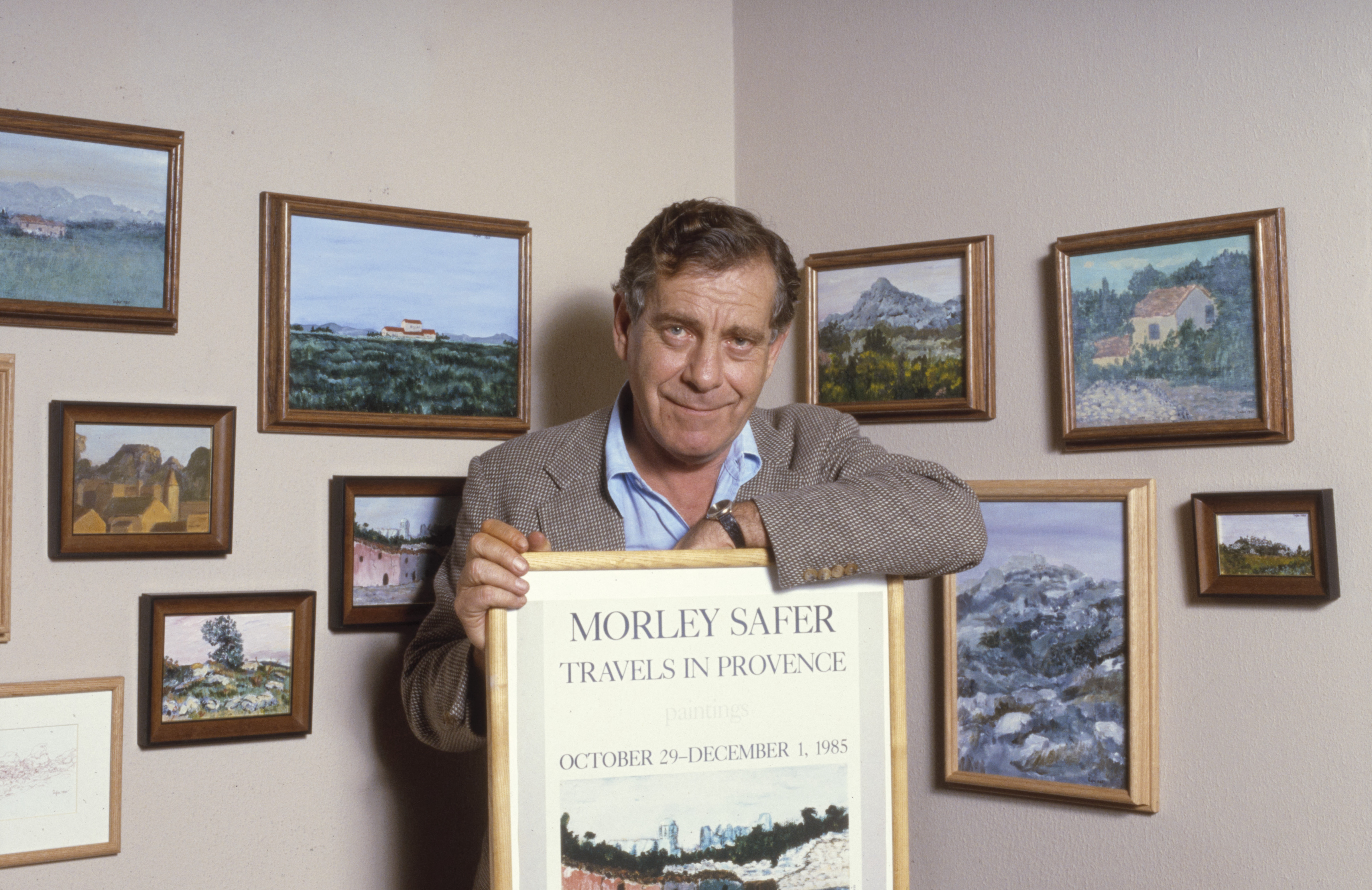
Morley Safer (1985)

Im Jahr 1967 wurde Safer zum Büroleiter in London ernannt. Diesen Posten hatte er für drei Jahre inne. 1970 verließ er London, um für die Nachrichtensendung 60 Minutes zu arbeiten. Von da an war Safer Korrespondent für diese Sendung. 1983 sorgte Safers Bericht „Lenell Geter in Jail“ für die Freilassung des Texaners Lenell Geter, der zu Unrecht wegen bewaffneten Raubes verurteilt worden war. Dieser Erfolg gilt als einer der Meilensteine der Sendung.

### Sonstiges
Safer hat mehrere Bücher geschrieben, darunter Flashbacks: On Returning to Vietnam. Er lebte in New York City, war verheiratet und hatte eine Tochter.

## Auszeichnungen

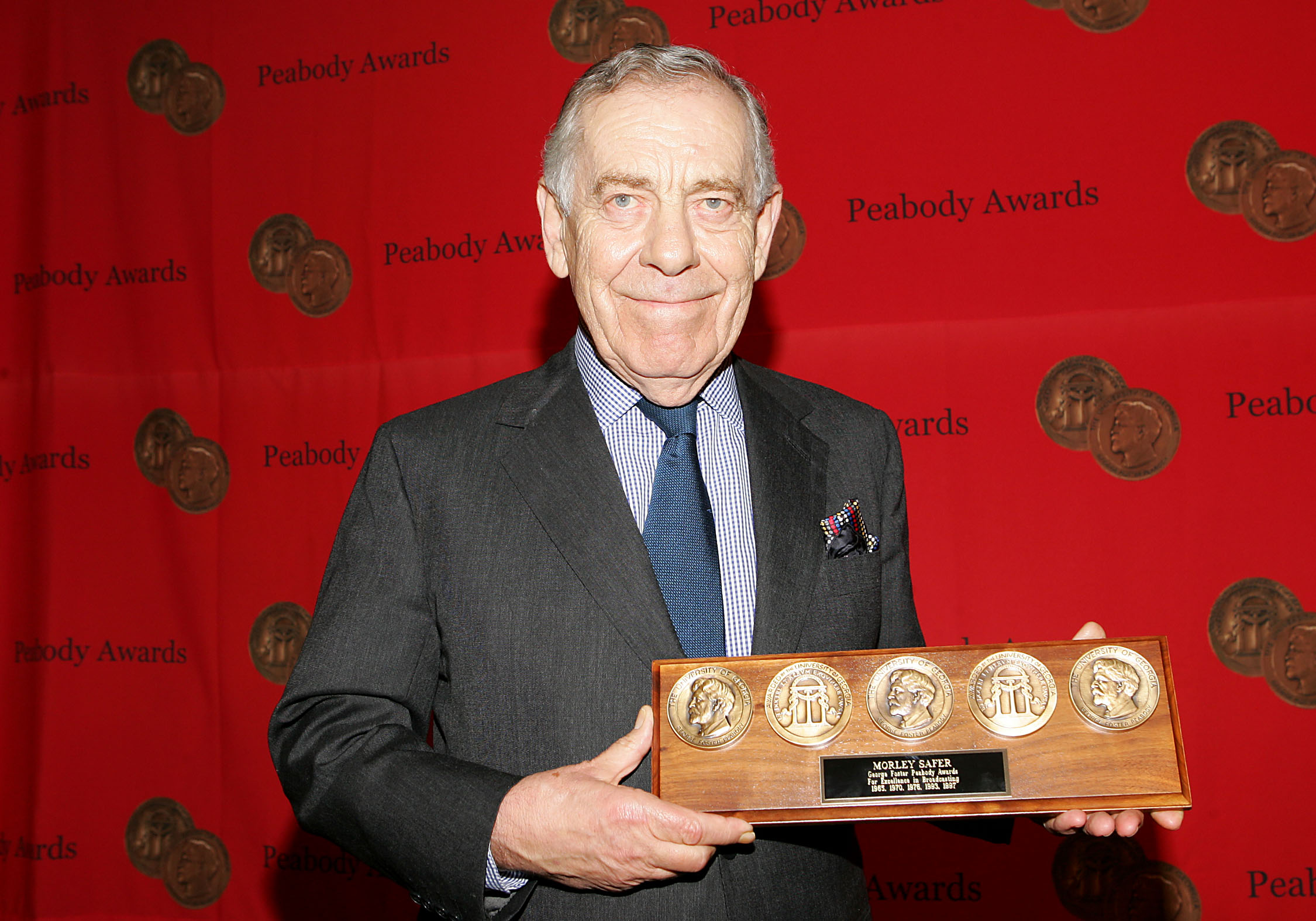
Morley Safer 2015 mit seinem dritten Peabody Award

Safer wurde mehrfach für seine journalistische Tätigkeit ausgezeichnet. Unter den Auszeichnungen befinden sich:
- Emmy Award (12 ×)
- Overseas Press Award (3 ×)
- Peabody Award (3 ×)
- Alfred duPont-Preis der Columbia University
- Paul-White-Preis der Radio/Television News Directors Association
- Emmy Award für sein Lebenswerk
- Chévalier dans l’Ordre des Arts et des Lettres der französischen Regierung

## Filmografie (Auswahl)
- 1993: Murphy Brown (Fernsehserie)
- 2014: House of Cards (Fernsehserie)